# Minoussinsk (cheval)
Pour les articles homonymes, voir Minoussinsk.
Le Minoussinsk est une race de chevaux des steppes originaire de la région du même nom, en Sibérie, dans la Russie. Influencé par des croisements avec le cheval du Don, le Boudienny et le Pur-sang, il est employé sous la selle et à la traction légère. Son statut fait débat, la race étant peut-être éteinte sous sa forme originelle du fait de trop nombreux croisements.

## Histoire
Il se nomme Minousinskaïa en russe et Minusinsk en anglais. « Minoussinsk » est le nom français,. Ce cheval des steppes est influencé par des croisements avec le cheval du Don, le Boudienny et le Pur-sang,.
En juin 1914, lors d'une expédition vers la Mongolie, Jerzy Neyman et ses étudiants achètent un cheval de bât à Minoussinsk pour poursuivre leur voyage.

## Description
En 1987, Johannes Erich Flade le décrit comme un « cheval des steppes typique » (typical steppe horses), avec le Bachkir et le Tchernomor. Il présente un modèle léger,
Ce petit cheval robuste et bien adapté à son environnement toise de 1,44 m à 1,45 m selon le Guide Delachaux, et de 1,42 m à 1,50 m selon l'étude de CAB International. Il présente un profil de tête convexe, une épaisse encolure et de solides membres. Les robes baies, rouan, gris et le gène Dun (robes bai dun et souris) sont représentées,.

## Utilisation
Ces chevaux servent sous la selle, au bât et à la traction légère, notamment agricole,.

## Diffusion de l'élevage
Le Minoussinsk est une race rare, propre au sud du Kraï de Krasnoïarsk. Sa persistance est en elle-même sujette à controverses, car il a subi de nombreux croisements avec d'autres races. L'Organisation des Nations unies pour l'alimentation et l'agriculture (FAO) le considère comme éteint, ainsi que l'indique l'évaluation des menaces sur les races de chevaux du monde menée par la FAO en 2007 (statut « X »). L'étude menée par l'université d'Uppsala en 2010 considère le Minoussinsk comme une race de chevaux locale européenne éteinte.
En revanche, CAB International ne mentionne pas d'extinction. 